# Ambrogio Valadè
Ambrogio Valadè (Milano, 28 agosto 1937 – Milano, 14 settembre 2007) è stato un calciatore italiano, di ruolo difensore.

## Carriera
Cresciuto nell'Inter, passa prima in prestito al Palermo e successivamente alla SPAL come parziale contropartita di Picchi ceduto all'Inter.
Resta a Ferrara 2 anni e quindi passa al Foggia dove resta ben 8 stagioni e gioca con altri 4 ex biancoazzurri (il capitano Bortolotti, Oltramari, Micheli e Bettoni) prima di chiudere, nel 1971, con la Maceratese in Serie C.
Ha giocato complessivamente 147 gare in Serie A e 125 in Serie B, segnando rispettivamente 3 e 4 reti.